# 産学連携学会
特定非営利活動法人産学連携学会（さんがくれんけいがっかい、英語名　Japan Society for Intellectual Production）は、産学連携学の確立及び産学連携自体を発展させることを目的とする特定非営利活動法人（NPO）。
主たる事務所を東京都千代田区九段北一丁目4番7号 喜助九段北ビル501に、従たる事務所を北海道札幌市豊平区月寒西3条7-1-31に置いている。

## 事業
- 産学連携の実践に関する調査・研究、産学連携学の確立・研究、産学連携活動・起業に関するノウハウや情報提供等による産学連携の支援・振興、学術誌・会誌等の刊行、研究会・講演会・研修会等の開催など[3]

## 活動内容
- 産学連携に従事する際の力量の涵養、地域産学連携活動の総合的支援に関する事業の遂行・産学連携業務の専門職化の促進
- 地域産学連携活動の総合的支援、産学連携業務の専門職化、産学連携学の確立
- 産学官の学識経験者や実務家などの相互啓発・支援など[4]

## 機関誌
- 学会誌『産学連携学』